# Crossovercrosswalk

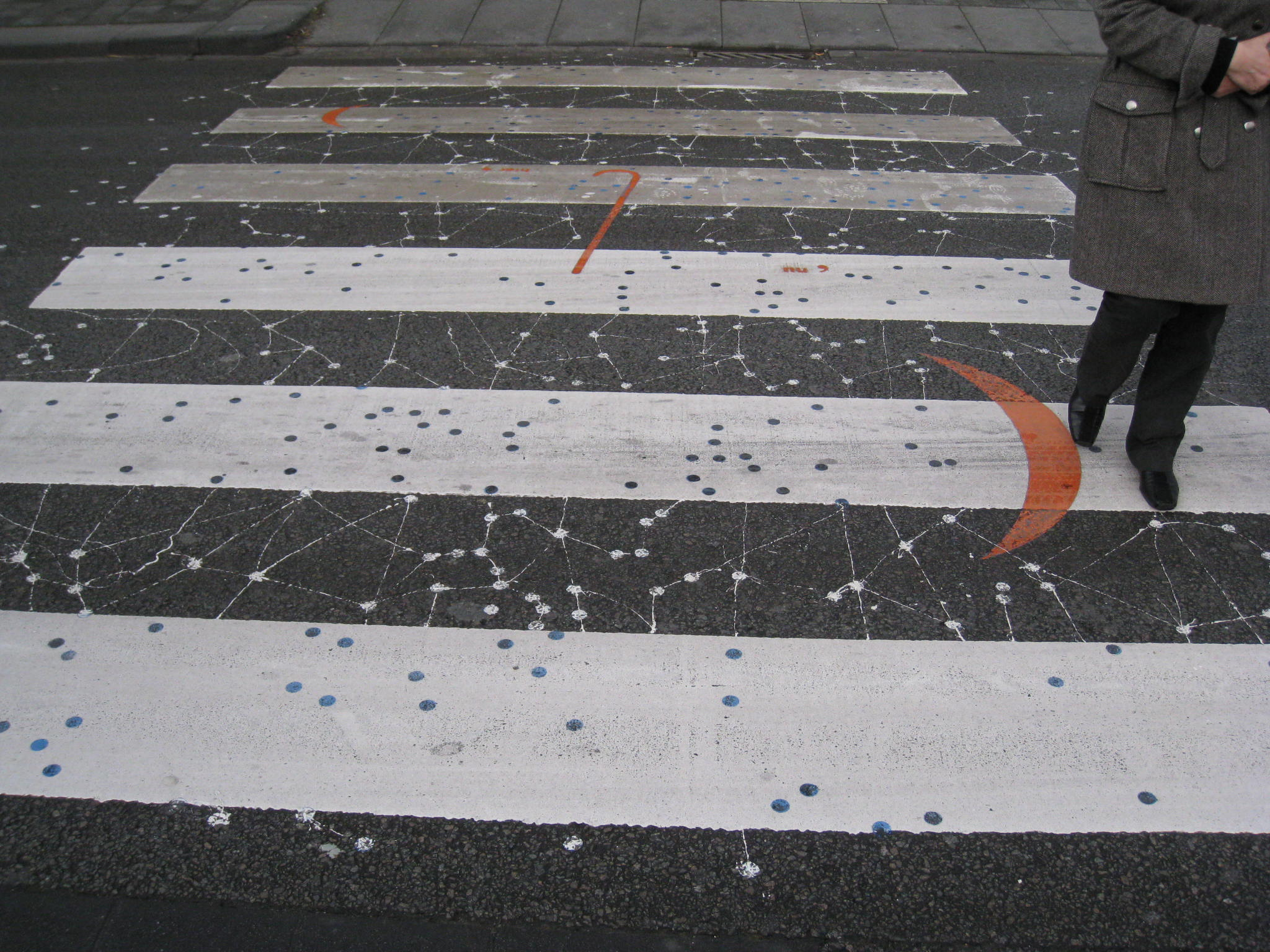
Willo Gonissen, Hier en nu, 2007, Hasselt Groene Boulevard Slachthuiskaai

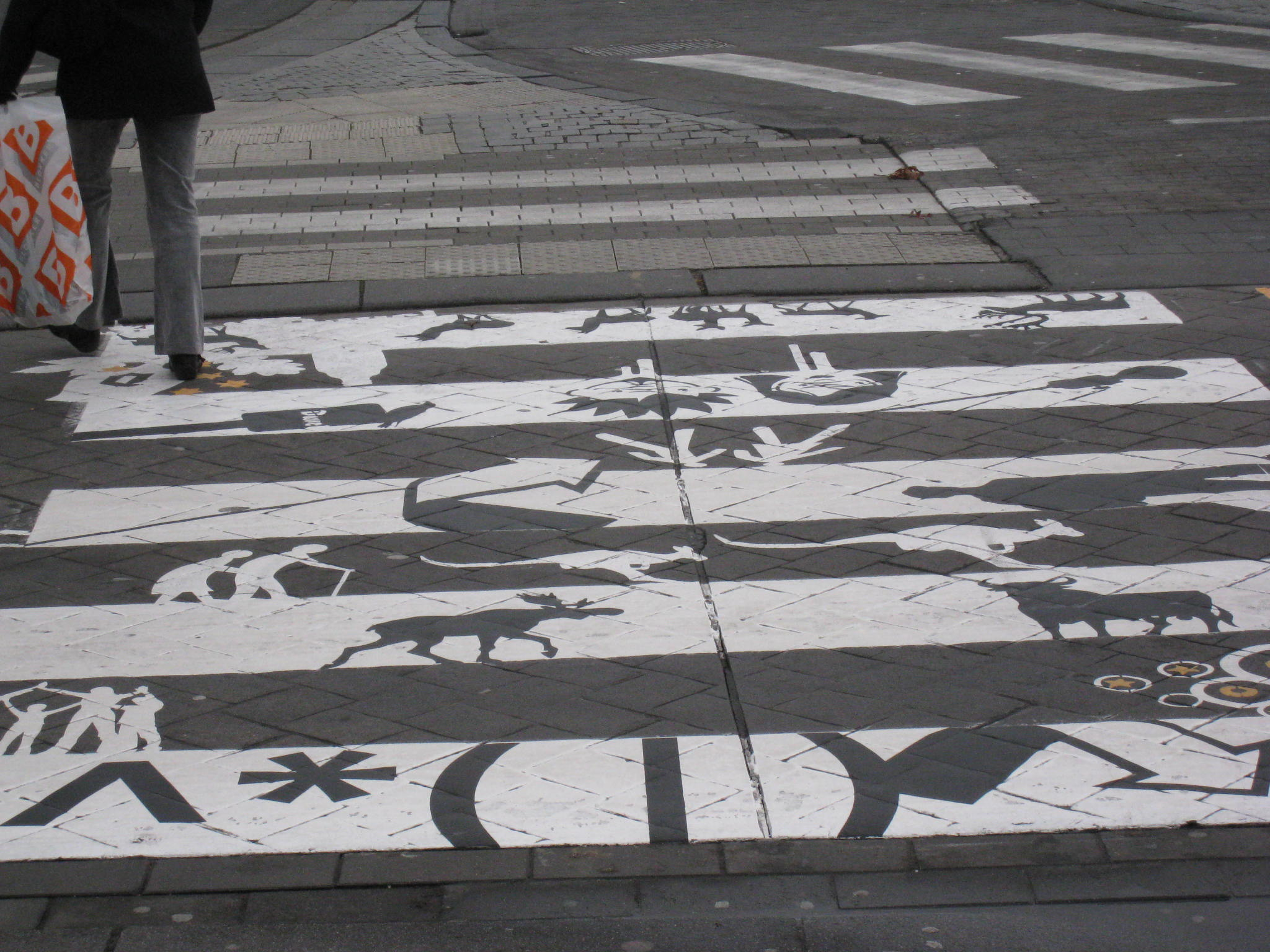
Dada Design, Opgepast! Overstekend wild, 2007, Hasselt, Groene Boulevard, Koning Boudewijnlaan

Crossovercrosswalk was een tijdelijk kunstproject dat eind 2007 in de Belgisch-Limburgse hoofdstad Hasselt plaatsvond.

## Toelichting
19 kunstenaars, designers en (interieur)architecten vormden tijdelijk de Hasseltse zebrapaden van de Groene Boulevard om tot heuse "kunstoversteekplaatsen" door ze kunstzinnig te voorzien van oorspronkelijke tekens en teksten zonder het format zebrapad grondig te wijzigen. Hierdoor kregen de ontwerpers een forum om hun werk op een onverwachte plek te tonen aan een breed publiek waardoor zij op een informele, creatieve wijze kunnen bijdragen tot meer bewust leren kijken naar de directe leefomgeving. Immers kleur, lijn, grootte, textuur, dimensie, proportie, vorm…. zijn aspecten van cultureel ingebedde visuele communicatie waarvan de gemiddelde kijker zich zelden actief bewust is. Met dit initiatief trachtte de stad zich te profileren als een stad waar ruimte is voor inspiratie en creatie, maar waar tegelijkertijd ook een thema als mobiliteit uitermate belangrijk is.
De ontwerpen waren van de hand van Atelier Brink, Academie Hasselt, Arte Skol, Bram Boo, Christophe Coppens, Dada Design, Steven Brouns, Geoffrey Brusato, Sara De Bondt, Saskia De Coster i.s.m. Arno Geens, Willo Gonnissen, Stijn Helsen, Linde Hermans, Josworld, Victor Simoni, Pieter Stockmans, Koen Vanmechelen, Ben Van Orshaegen en Fenna Zamouri.
Het project kreeg tegenwind door de klacht van een advocaat die aanbracht dat de kunstzinnige omvorming van de zebrapaden onveiligheid en verwarring oproept voor zijn kinderen en stelde de stad Hasselt verantwoordelijk bij eventuele ongevallen aan de bewuste zebrapaden. De kortgedingrechter oordeelde dat de zebrapaden mogelijk een inbreuk op de verkeerswet zijn waardoor zij binnen de bevoegdheid van de Hasseltse procureur Rubens vallen.
De bevoegde schepen Rob Beenders hield het been stijf en handhaafde de aankleding van de zebrapaden. Er werden wel enkele ingrepen verwijderd die het beeld van zebrapad te sterk vervormden of vermomden.